# Closterus laevis
Closterus laevis là một loài bọ cánh cứng trong họ Cerambycidae.